# キューブ ゼロ
『キューブ ゼロ』（Cube Zero）は、2004年製作のカナダのホラー映画である。監督はアーニー・バーバラッシュ。
『キューブ』シリーズの第三作であり、シリーズのプロットに倣って、致命的な罠があちこちに仕掛けられた立方体の部屋が並ぶ迷宮（ダンジョン）に閉じこめられた人々の恐怖を描く。
前二作ではもっぱら迷宮「キューブ」の内部のみが舞台となったのに対し、本作では外部にも話が及ぶ。『キューブ ゼロ』は第一作の『キューブ』（CUBE）より時間的に遡った完結編だが、迷宮に閉じこめられた人物だけでなく、それらを監視する人間にも焦点が合わされている点で第一作とも続編『キューブ2』（Cube 2: Hypercube）とも異なる。キューブの技師で天才的な能力を持つ青年エリックと、キューブに捕らわれた女性レインズを中心に展開する。

## ストーリー
物語は、キューブからの脱出を試みる男が罠によって惨殺される場面から始まる。迷い込んだ部屋で男は壁のノズルから液体を吹き付けられる。匂いや味がしないことがわかり水だと思って安堵したのも束の間、おそらく人食いバクテリアのようなものが含まれていたのだろう、男が手を擦ると彼の体はすでに分解し始めており、たちまち全身が溶けて崩壊するのだった。
そんな光景も、キューブの技師エリックと、上級技師の同僚ドッドにとってはモニターを通して見飽きたものだった。エリックは目の前でチェスに没頭するドッドをモデルに「チェスマン」なるスーパーヒーローのスケッチを描きながら、同時にそのチェスを頭の中だけで解き、易々とドッドを負かしてしまう天才である。長いこと戻らない他の同僚のことをエリックはしきりに尋ねるが、ドッドはキューブでの仕事について深く詮索しないようたしなめる。
彼らはエレベーターを通じて、「被験者」のレム睡眠状態を記録すること、という「上の階」からの指令を受け取る。エリックは被験者レインズの夢の中に、娘のアンナと明るい森の中を歩いていて捕らえられる場面を見る。キューブの中でレインズは他の被験者たちに出会うが、一人の男の額には彼女を捕えた兵士たちと同じタトゥーがあった。しかし、誰もがキューブ以前の記憶を失っているのだった。
エリックの知るところによれば彼らは過去に死刑を宣告されたものの、記憶を消されてキューブの被験者となることを自ら選んだ者たちのはずだった。しかしレインズが署名した同意書がないことに気づいた彼はドッドを説得し、手違いを「上の階」に報告すべきだと言う。
彼が上の階に連絡しようと電話に手を伸ばしたその時、電話のベルが鳴り響く。上からの直々の指令で、外界に通じているとされる出口の部屋に辿り着いた被験者に「処理」をせよという。彼らがモニターの中に見つけたのは、いなくなったはずの同僚オーウェンだった。「神を信じるか」との問いにノーと答えたオーウェンは焼却されてしまう。
エリックはドッドを問いつめ、キューブの目的が非道なものだと知ると、レインズを救って出口に導こうとエレベータで下の階のキューブ内に降りて行ってしまった。次にエレベータの扉が開いたとき、監視室に入ってきたのはエリックではなく彼らの「上司」、ジャックスだった。二人の部下に命じて速やかにエリックらを殺しにかかるジャックスを前に為す術もないドッドだったが、エリックの残した絵―レインズとアンナを救うスーパーヒーロー、「チェスマン」ドッドと「ブレインマン」エリック―を見て、命を賭けた行動に出る。
出口の部屋に辿り着いたエリックとレインズは外部に直通する秘密の出口を使い、水路を通ってキューブを脱出する。しかしすでに追跡の部隊（劇中で「スクワッド」と呼ばれる、キューブの扉のマークを額に彫られた兵士たち）が迫っており、レインズを逃がしたエリックは麻酔銃で意識を断たれ、捕まってしまう。
エリックが手術室で目覚めると、そこには医師とジャックスがいた。ジャックスはレインズの脱獄を仄めかし、エリックの反逆と破壊活動の罪に対し終身刑二回分の「追加」を告げる。彼ら監視員もまた、死刑を免れたキューブの囚人にすぎなかったのだ。手術が始まり、彼は夢うつつのうちに、アンナと再会しスケッチを眺めながらエリックを「ヒーロー」と称えるレインズの姿を見る。
それから間もなく、他の囚人たちに囲まれてエリックは目を覚ました。人間離れした計算能力はそのままに、記憶も人格も失った彼は壁に頭を打ちつけながら「ここは緑の部屋だ、青の部屋に戻らなきゃ」とつぶやくのだった。

## 出演
| 役名                   | 俳優                     | 日本語吹替 | 備考                 |
| ---------------------- | ------------------------ | ---------- | -------------------- |
| エリック・ウィン       | ザカリー・ベネット       | 桐本琢也   | キューブの技師       |
| カッサンドラ・レインズ | ステファニー・ムーア     | 渡辺美佐   | 市民活動家           |
| ジャックス             | マイケル・ライリー       | 仲野裕     | キューブの中間管理者 |
| ハスケル               | マーティン・ローチ       |            | 元兵士               |
| ドッド                 | デヴィッド・ヒューバンド | 奥田啓人   | キューブの技師       |
| メイヤホールド         | マイク・ナーギャング     |            | キューブに囚われた男 |
| バートク               | リチャード・マクミラン   |            | キューブに囚われた男 |
| ジェリコ               | テリ・ホークス           |            | キューブに囚われた女 |
| オーウェン             | トニー・マンチ           |            | 元技師               |

## トラップ
『ゼロ』に登場するトラップは、『ハイパーキューブ』におけるSF的なものよりは『キューブ』に近い、巧妙な機械仕掛のものである。いくつかはそのまま『キューブ』にも登場する。
- ピアノ線の格子で切り裂くトラップや、伸縮する無数の棘、炎、酸、液体窒素などのトラップがちらっと出てくるが、いずれも再登場である。
- 新しいトラップとしては、「人食いバクテリアが犠牲者を短時間で溶解する」「ワイヤのついたボルトを射ち出して捕らえた犠牲者を締め上げ切り裂く」「スピーカーからの強烈な超音波で犠牲者を粉砕する」「高圧電流の放出」など。
- 犠牲者の死体の処理法も本作で明らかになる。「清掃」の際にキューブ内は超高温で焼き払われ、死体も脱出できなかった生存者も、あらゆる痕跡を残さず消滅してしまう。このため、次々とやってくる犠牲者で部屋が埋まってしまうことはない。

## 前作
- キューブ
- キューブ2